# Pénzügyi tranzakciós illeték
A pénzügyi tranzakciós illeték (köznapi nyelven tranzakciós illeték) egy olyan levonás az ügyfél bankszámlájáról, amelyet az ügyfél tranzakciója után a bank vall be és fizet meg az államnak. Bár ezt az illetéket technikailag a pénzügyi szolgáltatók fizetik be a költségvetésbe, valójában a bankszámlák tulajdonosainak jelent plusz költséget.
Magyarországon minden olyan banki művelet után meg kell fizetni, amelyben a pénzmozgás egy magyar fizetési számláról egy másik magyar vagy külföldi bankszámlára történik.
Mértéke pénzfelvételek után 0,9%, felső plafon nélkül. Egyéb tranzakciók esetén a mértéke 0,45%, de tranzakciónként maximum 20 000 forint. Az eredeti tervek szerint nem lett volna felső plafonja a tranzakciós illetéknek. Felső plafon nélkül mintegy dupla akkora bevétele lenne az államnak a tranzakciós adóból.
Más módon a pénzügyi tranzakciókat nem adóztatják meg, ugyanis a tranzakciókra kivetett banki költségek díjai mentesülnek az áfa alól, mely kiesést jelent a költségvetésnek.

## Az állami költségvetés bevételeként
2014-ben 277,9, 2015-ben 207,7, míg a 2014 és 2018 augusztusa közötti időszakban összesen 1056,1 
milliárd forint bevétele származott az államnak ebből az illetékből.
2019-ben 226 milliárd forintos bevétellel számolt a kormány a 2020-as évre.
Pénzügyi tranzakciós illetékből a 2021-es év után 233 milliárd forint érkezett be az államkasszába. A kormány 2022-ben és 2023-ban a bevezetett extraprofitadók következtében ennél magasabb illetékbevételre számít.

## Mértéke
Amikor parlament 2012. július 9-én elfogadta a pénzügyi tranzakciós illetékről szóló 2012. évi CXVI. törvényt, az illeték mértéke 0,1 százalék, de maximum 6000 forint volt. 
A tranzakciós illeték mértékének megemeléséről ugyanakkor még a bevezetése előtt, 2012 októberében döntöttek: a készpénzfelvételek esetében 0,3%-ra, míg készpénzt nem eredményező műveletek esetében 0,2%-ra emelkedett a tranzakciós illeték mértéke a korábban elfogadott 0,1%-ról. Mindkét esetben megtartották ugyanakkor a 6000 forintos felső plafont pénzügyi műveletenként. Ezzel a mértékkel vezették be a pénzügyi tranzakciós illetéket 2013. január 1-jétől.
A tranzakciós illeték mértéke 2013. augusztus 1-jétól tovább emelkedett, ekkor a következőképpen módosult:
- készpénzkifizetés, illetve készpénz-helyettesítő fizetési eszköz útján történő készpénzkifizetés esetén: 0,3%, de maximum 6000 Ft/tranzakció helyett 0,6 %/tranzakció, maximum érték meghatározása nélkül;
- egyéb pénzforgalmi szolgáltatás esetén 0,2%, de maximum 6000 Ft/tranzakció helyett 0,3 % maximum 6000 Ft/tranzakció.[13]

Az illeték mértéke ezt követően 2022. július 1-jétől változott, amikortól a nem készpénzes műveleteknél az illeték felső határát a korábbi 6000 forintról 10 000 forintra emelték, emellett kiterjesztették a tranzakciós illeték fizetési kötelezettséget az értékpapír-tranzakciókra is, melynek mértéke ugyancsak 0,3%, maximum 10 000 forintos felső határral.
2024. augusztus 1-jétől emelkedett a tranzakciós illeték mértéke, a következőképpen:
- készpénzkifizetés, illetve készpénz-helyettesítő fizetési eszköz útján történő készpénzkifizetés esetén tranzakciónként az addigi 0,6%-ról 0,9 %-ra emelkedett, továbbra is maximum érték meghatározása nélkül;
- egyéb pénzforgalmi szolgáltatás esetén 0,3%-ról 0,45%-ra nőtt, a felső plafon összege pedig a tranzakciónkénti 10 000 forintról 20 000 forintra emelkedett[15]

Az addig hatályos pénzügyi tranzakciós illeték mértékének emelése mellett 2024. október 1-jétől bevezetésre került egy kiegészítő illeték is a konverziót tartalmazó ügyletek esetén, amely az addig is érvényben lévő tranzakciós illetéken felül fizetendő meg az érintett tranzakciók esetében. Ennek jegyében amennyiben egy ügylet a különböző pénznemek közötti átváltást (konverziót) tartalmaz (ideértve a deviza swap-ügyleteket is), akkor ezt az ügyletet magasabb tranzakciós illeték terheli. A kiegészítő illeték mértéke – a normál tranzakciós illetéken felül – tranzakciónként szintén 0,45%, felső plafonja pedig tranzakciónként ugyancsak 20 000 forint.

## Története
A tranzakciós illeték nem magyar ötlet. Alapgondolata az európai uniós szintű pénzügyi tranzakciós adó, az 1970-ben felvetett ú.n. Tobin-adó volt. James Tobin Nobel-díjas amerikai közgazdász elgondolása szerint a spekulációs pénzmozgások megfékezhetőek a nemzetközi pénzügyi tranzakciók megadóztatásával, mégpedig úgy, hogy gyakorlatilag zavartalan maradna a működő tőke mozgása. Tobin elmélete szerint a 0,01-0,25% tranzakciós adó leginkább a spekulációra jellemző napi többszöri átutalásokat sújtaná (ez leginkább a spekulációra jellemző), egyben többletbevételt jelentenek az adót kivető államoknak. 2011. szeptemberében az Európai Bizottság előterjesztett egy a pénzügyi tranzakciós adóra vonatkozó javaslatot az Európai Parlament felkérésére.  A pénzügyi tranzakciókra kivetendő illetékekre vonatkozó javaslatot azonban több tagállam ellenállása miatt nem vezették be. 
Az újabb adónemet sok bírálat érte az Európai Unió mellett Magyarországon is. 2012 tavaszán olyan sajtóértesülések láttak napvilágot, amelyek szerint Magyarországon nem a Tobin-adót vezetik be, hanem egy olyan pénzügyi tranzakciós adót, amely akkoriban csak Latin-Amerikában létezett, bár ott is hanyatlóban volt.
Orbán Viktor miniszterelnök egy rádióinterjúban úgy nyilatkozott, hogy még nincs döntés a tranzakciós adó bevezetéséről, de 2013-ban nagy valószínűséggel megjelenik majd, a mértéke pedig legfeljebb 0,1 százalék lesz. A kormányfő hozzátette, hogy a vállalkozásoknak és az embereknek emiatt "egy percig se fájjon a fejük".

Később felmerült, hogy a tranzakciós illeték maximális értéke 30 000 forint legyen pénzügyi műveletenként, de aztán ezt törölte a kabinet arra hivatkozva, hogy a nagy összegeket is meg kell adóztatni. 2012. májusra már elég pontosan összeállt a következő évtől ténylegesen be is vezetett illeték rendszere. A törvényjavaslatot a kormány be is nyújtotta az Országgyűlésnek. (Az illeték mértéke akkor még mindig 0,1 százalék volt.)
2013. június 17-én jelentették be, hogy 2013. augusztustól megemelik az illeték mértékét, azaz a készpénzfelvételnél 6 ezrelék lesz és eltörlik a 6 ezer forintos felső korlátot, míg nem készpénzes műveleteknél 3 ezrelék lesz és megmarad a 6000 forintos korlát.
Míg az európai tranzakciós adó végül nem valósult meg, Magyarországon az eredeti elképzelés szerinti érték hatszorosa, nem készpénzes művelet esetén pedig háromszorosa lett az illeték mértéke. A tranzakciós illeték olyan mértékben emelte meg a készpénzfelvételi díjak mértékét, mint amivel a magyar ügyfelek korábban csak a külföldi készpénzfelvételek során találkozhattak.
A kormány döntése alapján 2014. február 1-jétől havi 150 000 forintig teljesen ingyenes és illetékmentes lett a készpénzfelvétel legfeljebb havi két alkalommal bármely belföldi, forint alapú ATM-ből. Az ingyenes készpénzfelvétel rendszerét sok kritika éri amiatt, hogy az ingyenes készpénzfelvétel nem jár automatikusan, hanem külön kell kérnie az ügyfélnek a banktól, emellett hogy csak havi két alkalommal van lehetőség élni vele, még akkor is, ha az ügyfél még nem lépte át az ingyenes készpénzfelvétel havi összeghatárát. Az ingyenes készpénzfelvétel havi összegének felső határa a 2014-es bevezetése óta nem emelkedett az infláció és az átlagbér emelkedése ellenére sem.
2019. január 1-jétől a magánszemélyek 20 000 forintot el nem érő összegű online fizetései mentesülnek ezen illeték megfizetése alól. Ennek felső határa ugyancsak nem emelkedett a 2019-es bevezetésétől az infláció ellenére sem.
Az illeték mértéke ezt követően 2022. július 1-jétől változott. 2022. június 4-én hirdették ki a Magyar Közlöny 2022. évi 93. számában az extraprofitadókról szóló kormányrendeletet. Ez a jogszabály eltérő szabályokat fogalmaz meg a 2012. évi CXVI. törvény rendelkezéseihez képest. 2022. július 1-jétől a nem készpénzes műveleteknél az illeték felső határát a korábbi 6000 forint helyett 10 000 forintra emelték, emellett kiterjesztették a tranzakciós illeték fizetési kötelezettséget az értékpapír-tranzakciókra is, melynek mértéke ugyancsak 0,3%, maximum 10 000 forintos felső határral.
2024. augusztus 1-jétől a készpénzkifizetés, illetve készpénz-helyettesítő fizetési eszköz útján történő készpénzkifizetés esetén tranzakciónként az addigi 0,6%-ról 0,9 %-ra emelkedett, továbbra is maximum érték meghatározása nélkül. Egyéb pénzforgalmi szolgáltatás esetén 0,3%-ról 0,45%-ra nőtt az illeték mértéke, a felső plafon összege pedig a tranzakciónkénti 10 000 forintról 20 000 forintra emelkedett. Emellett az addig hatályos pénzügyi tranzakciós illeték mértékének emelése mellett 2024. október 1-jétől bevezetésre került egy kiegészítő illeték is a konverziót tartalmazó ügyletek esetén, amely az addig is érvényben lévő tranzakciós illetéken felül fizetendő meg az érintett tranzakciók esetében. Ennek jegyében amennyiben egy ügylet a különböző pénznemek közötti átváltást (konverziót) tartalmaz (ideértve a deviza swap-ügyleteket is), akkor ezt az ügyletet magasabb tranzakciós illeték terheli. A kiegészítő illeték mértéke – a normál tranzakciós illetéken felül – tranzakciónként szintén 0,45%, felső plafonja pedig tranzakciónként ugyancsak 20 000 forint.

## Az illeték alapja
A tranzakciós illetéket Magyarországon minden olyan banki művelet után meg kell fizetni, amelyben a pénzmozgás egy magyar fizetési számláról egy másik magyar vagy külföldi bankszámlára történik. Ebbe beleértendő az átutalás, a fizetési kérelem, a postai készpénzbefizetés, postai készpénzkifizetés, a postai készpénzátutalás, a pénzváltás és néhány egyéb művelet is.
Illetékköteles tovább minden bankkártyás művelet is, így a készpénzfelvétel és a vásárlás, akár üzletben, akár az internet útján. Illetékköteles az a pénzmozgás is, amely hitelkeretből történik.
2022. július 1-től mentes viszont az illetékfizetési kötelezettség alól a pénzügyi eszköz vétele, ha a befektetési szolgáltatást a Magyar Államkincstár vagy a Posta Elszámoló Központot működtető intézmény nyújtja. Ennek alapján a Magyar Államkincstárnál vásárolt értékpapírok után továbbra is megmarad az illetékmentesség.

## Kritikák
Korabeli megjelenésekor többen sérelmezték, hogy ugyanazt a jövedelmet kétszeresen terheli közteher: először a magánszemély javára való kifizetéskor fizet a kifizető, majd a magánszemély fizet – a személyi jövedelemadón túl – akkor, amikor rendelkezik a jövedelméről (pl. felveszi a fizetését.)
A pénzügyi tranzakciós illetékről szóló törvényjavaslatról 2012-ben, még hatályba lépése előtt, a magyar Nemzetgazdasági Minisztérium felkérésére az Európai Központi Bank adott véleményt, amely több kritikai észrevételt tartalmazott.
Bokros Lajos úgy vélekedett, hogy a tranzakciós illeték bevezetése kizárólag a költségvetés hiányának lefaragására szolgál, nem pedig a pénzügyi szektor stabilitásának megőrzésére.
A Magyar Bankszövetség 2019-ben a tranzakciós illeték elhagyását javasolta a lakossági ügyfeleknél az elektronikus műveletek (átutalások) esetében, egyben az illeték kiterjesztését is szorgalmazta az új elektronikus fizetési rendszereknél (pl. a fintech cégek).

## A tranzakciós illeték áthárítása
Az illetéket a törvény a bankra veti ki, nem az ügyfelére, akinek ügyfélként nem kell sem bevallani, sem befizetni; ezt a bank intézi. Mivel ez azonban egy többlettevékenység a bankok számára, ezért az illetéket az egyoldalú szerződésmódosítás tilalma ellenére átháríthatták az ügyfeleikre. A bankok azonban nem jártak el egységesen. Egyes bankok az átutalást egyes számlák esetén ingyen nyújtják, vagy ha nem is ingyen, ám a törvényi mértéknél kevesebbért. A bankkártyás vásárlás a legtöbb banknál ugyancsak teljesen ingyenes. Egyes bankok a banki díjjal együtt tünteti fel ezt az illetéket. Előfordulhat, hogy a bank az illetéket beépíti a banki díjba, ennélfogva a tranzakciós illeték végképp kimutathatatlanná válik. 
A Magyar Nemzeti Bank a tranzakciós illeték változása kapcsán is kiemelten vizsgálja a hitelintézetek díjszabásainak változásait és – szükség esetén – haladéktalanul vizsgálatot indít a jogsértő pénzügyi intézményekkel szemben. Az MNB közlése szerint 2013-2015 folyamán 4 milliárd forint jogosulatlanul elvont díjat fizettetett vissza egyes pénzügyi intézményekkel és 1,9 milliárd forint bírságot szabott ki a tranzakciós illeték bevezetése utáni jogsértések miatt. 